# M26 motorway
Der M26 motorway (englisch für ‚Autobahn M26‘) ist eine nur ca. 16 km lange Autobahn in Kent, England, welche die M25 mit der M20 verbindet.
Der Ursprung dieser kurzen Autobahn liegt in der Planung der London Autobahnringe (engl. London Ringways) in den 1960er Jahren. Dieser Abschnitt sollte Bestandteil des Ringway 4, also des äußersten Rings werden. Die veränderten Planungen nach 1972, die zum Bau des heutigen Motorway M25 führten, umfasste die Ost- und Nordteile des Ringway 3 und West- und Südteile des Ringway 4. Diese mussten aber erst verbunden werden. Da der neue Autobahnring sich nun bei Sevenoaks nördlich wenden sollte, blieb dieses 1980 eröffnete Teilstück als „Stummel“ der M25 und erhielt die Nummer M26. Bis zur Eröffnung des nötigen Teilstückes im Februar 1986 endete die M25 allerdings auf dieser Autobahn.
Der Abschnitt zwischen der Anschlussstelle 2A der M26 und der Anschlussstelle 6 der M25 bildet den längsten Abschnitt (18 Meilen lang) zwischen zwei Ausfahrten in Großbritannien, da man bei Sevenoaks nicht die Autobahn verlassen kann. Dies gilt nur in Fahrtrichtung West.